# Vòng loại Giải vô địch bóng đá châu Âu 2008 (Bảng G)
Dưới đây là kết quả các trận đấu trong khuôn khổ bảng G - vòng loại Giải vô địch bóng đá châu Âu 2008. 8 đội bóng châu Âu thi đấu trong hai năm 2006 và 2007, theo thể thức lượt đi-lượt về, vòng tròn tính điểm, lấy hai đội đầu bảng tham gia vòng chung kết Euro 2008. Kết thúc vòng loại, hai đội Hà Lan và România giành quyền tới Áo và Thụy Sĩ.
|  | Đội giành quyền vào vòng chung kết. |

| Đội tuyển  | Điểm | Số trận | Thắng | Hòa | Thua | Bàn thắng | Bàn thua | Hiệu số |
| ---------- | ---- | ------- | ----- | --- | ---- | --------- | -------- | ------- |
| România    | 29   | 12      | 9     | 2   | 1    | 26        | 7        | +19     |
| Hà Lan     | 26   | 12      | 8     | 2   | 2    | 15        | 5        | +10     |
| Bulgaria   | 15   | 12      | 7     | 4   | 1    | 18        | 7        | +11     |
| Belarus    | 13   | 12      | 4     | 1   | 7    | 17        | 23       | -6      |
| Albania    | 11   | 12      | 2     | 5   | 5    | 12        | 18       | -6      |
| Slovenia   | 11   | 12      | 3     | 2   | 7    | 9         | 16       | -7      |
| Luxembourg | 3    | 12      | 1     | 0   | 11   | 2         | 23       | -21     |

|            | Albania                                                  | Belarus                                                  | Bulgaria                                                 | Luxembourg                                               | Hà Lan                                                   | România                                                  | Slovenia                                                 |
| ---------- | -------------------------------------------------------- | -------------------------------------------------------- | -------------------------------------------------------- | -------------------------------------------------------- | -------------------------------------------------------- | -------------------------------------------------------- | -------------------------------------------------------- |
| Albania    | —                                                        | 2–4 Lưu trữ ngày 16 tháng 6 năm 2008 tại Wayback Machine | 1–1 Lưu trữ ngày 16 tháng 6 năm 2008 tại Wayback Machine | 2–0 Lưu trữ ngày 16 tháng 6 năm 2008 tại Wayback Machine | 0–1 Lưu trữ ngày 16 tháng 6 năm 2008 tại Wayback Machine | 0–2 Lưu trữ ngày 16 tháng 6 năm 2008 tại Wayback Machine | 0–0 Lưu trữ ngày 16 tháng 6 năm 2008 tại Wayback Machine |
| Belarus    | 2–2 Lưu trữ ngày 16 tháng 6 năm 2008 tại Wayback Machine | —                                                        | 0–2 Lưu trữ ngày 16 tháng 6 năm 2008 tại Wayback Machine | 0–1 Lưu trữ ngày 16 tháng 6 năm 2008 tại Wayback Machine | 2–1 Lưu trữ ngày 16 tháng 6 năm 2008 tại Wayback Machine | 1–3 Lưu trữ ngày 16 tháng 6 năm 2008 tại Wayback Machine | 4–2 Lưu trữ ngày 16 tháng 6 năm 2008 tại Wayback Machine |
| Bulgaria   | 0–0 Lưu trữ ngày 16 tháng 6 năm 2008 tại Wayback Machine | 2–1 Lưu trữ ngày 16 tháng 6 năm 2008 tại Wayback Machine | —                                                        | 3–0 Lưu trữ ngày 16 tháng 6 năm 2008 tại Wayback Machine | 1–1 Lưu trữ ngày 16 tháng 6 năm 2008 tại Wayback Machine | 1–0 Lưu trữ ngày 16 tháng 6 năm 2008 tại Wayback Machine | 3–0 Lưu trữ ngày 16 tháng 6 năm 2008 tại Wayback Machine |
| Luxembourg | 0–3 Lưu trữ ngày 16 tháng 6 năm 2008 tại Wayback Machine | 1–2 Lưu trữ ngày 16 tháng 6 năm 2008 tại Wayback Machine | 0–1 Lưu trữ ngày 16 tháng 6 năm 2008 tại Wayback Machine | —                                                        | 0–1 Lưu trữ ngày 16 tháng 6 năm 2008 tại Wayback Machine | 0–2 Lưu trữ ngày 16 tháng 6 năm 2008 tại Wayback Machine | 0–3 Lưu trữ ngày 16 tháng 6 năm 2008 tại Wayback Machine |
| Hà Lan     | 2–1 Lưu trữ ngày 16 tháng 6 năm 2008 tại Wayback Machine | 3–0 Lưu trữ ngày 16 tháng 6 năm 2008 tại Wayback Machine | 2–0 Lưu trữ ngày 16 tháng 6 năm 2008 tại Wayback Machine | 1–0 Lưu trữ ngày 16 tháng 6 năm 2008 tại Wayback Machine | —                                                        | 0–0 Lưu trữ ngày 16 tháng 6 năm 2008 tại Wayback Machine | 2–0 Lưu trữ ngày 16 tháng 6 năm 2008 tại Wayback Machine |
| România    | 6–1 Lưu trữ ngày 16 tháng 6 năm 2008 tại Wayback Machine | 3–1 Lưu trữ ngày 16 tháng 6 năm 2008 tại Wayback Machine | 2–2 Lưu trữ ngày 16 tháng 6 năm 2008 tại Wayback Machine | 3–0 Lưu trữ ngày 2 tháng 6 năm 2008 tại Wayback Machine  | 1–0 Lưu trữ ngày 16 tháng 6 năm 2008 tại Wayback Machine | —                                                        | 2–0 Lưu trữ ngày 16 tháng 6 năm 2008 tại Wayback Machine |
| Slovenia   | 0–0 Lưu trữ ngày 16 tháng 6 năm 2008 tại Wayback Machine | 1–0 Lưu trữ ngày 16 tháng 6 năm 2008 tại Wayback Machine | 0–2 Lưu trữ ngày 16 tháng 6 năm 2008 tại Wayback Machine | 2–0 Lưu trữ ngày 16 tháng 6 năm 2008 tại Wayback Machine | 0–1 Lưu trữ ngày 16 tháng 6 năm 2008 tại Wayback Machine | 1–2 Lưu trữ ngày 16 tháng 6 năm 2008 tại Wayback Machine | —                                                        |

Ghi chú về thứ tự bảng xếp hạng
- Thự tự giữa Albania và Slovenia được tính dựa vào kết quả đối đầu trực tiếp giữa hai đội
  - Albania - 2 điểm (hòa 0-0 trên sân nhà, hòa 0-0 trên sân khách)
  - Phần Lan - 2 điểm (hòa 0-0 trên sân nhà, hòa 0-0 trên sân khách)

Ghi chú về hai đội giành quyền vào vòng chung kết:
- România giành vé tới Áo và Thụy Sĩ sau trận thắng Luxembourg 2-0, 2 trận hòa Albania và Bulgaria 1-1 vào ngày 17 tháng 10 năm 2007, trở thành đội thứ 4 vượt qua vòng loại.
- Hà Lan giành vé tới Áo và Thụy Sĩ sau trận thắng Luxembourg 1-0 vào ngày 17 tháng 11 năm 2007, trở thành đội thứ 9 vượt qua vòng loại.

## Kết quả
Lễ bốc thăm chia cặp bảng G được tiến hành tại một cuộc họp báo ở Amsterdam, Hà Lan vào ngày 16 tháng 2 năm 2006.
| Belarus                       | 2-2      | Albania                     |
| ----------------------------- | -------- | --------------------------- |
| Kalachev 2' · Romaschenko 24' | Chi tiết | Skela 7' (ph.đ.) · Hasi 86' |

| România               | 2-2      | Bulgaria           |
| --------------------- | -------- | ------------------ |
| Roşu 40' · Marica 54' | Chi tiết | M. Petrov 82', 84' |

| Luxembourg | 0-1      | Hà Lan        |
| ---------- | -------- | ------------- |
|            | Chi tiết | Mathijsen 26' |

| Bulgaria                                    | 3-0      | Slovenia |
| ------------------------------------------- | -------- | -------- |
| Bojinov 58' · M. Petrov 70' · Telkiyski 79' | Chi tiết |          |

| Albania | 0-2    | România                     |
| ------- | ------ | --------------------------- |
|         | Report | Dică 65' · Mutu 75' (ph.đ.) |

| Hà Lan                           | 3-0      | Belarus |
| -------------------------------- | -------- | ------- |
| van Persie 33', 78' · Kuyt 90+2' | Chi tiết |         |

| România                          | 3-1      | Belarus        |
| -------------------------------- | -------- | -------------- |
| Mutu 7' · Marica 10' · Goian 76' | Chi tiết | Kornilenko 20' |

| Bulgaria      | 1-1      | Hà Lan         |
| ------------- | -------- | -------------- |
| M. Petrov 12' | Chi tiết | van Persie 62' |

| Slovenia                  | 2-0      | Luxembourg |
| ------------------------- | -------- | ---------- |
| Novakovič 30' · Koren 44' | Chi tiết |            |

| Belarus                                       | 4-2      | Slovenia               |
| --------------------------------------------- | -------- | ---------------------- |
| Kovba 18' · Kornilenko 52', 60' · Korytko 85' | Chi tiết | Cesar 19' · Lavrič 43' |

| Luxembourg | 0-1      | Bulgaria    |
| ---------- | -------- | ----------- |
|            | Chi tiết | Tunchev 26' |

| Hà Lan                            | 2-1      | Albania   |
| --------------------------------- | -------- | --------- |
| van Persie 15' · Beqaj 42' (l.n.) | Chi tiết | Curri 67' |

| Luxembourg    | 1-2      | Belarus                    |
| ------------- | -------- | -------------------------- |
| Sagramola 68' | Chi tiết | Kalachev 25' · Kutuzov 54' |

| Albania | 0-0      | Slovenia |
| ------- | -------- | -------- |
|         | Chi tiết |          |

| Hà Lan | 0-0      | România |
| ------ | -------- | ------- |
|        | Chi tiết |         |

| Bulgaria | 0-0      | Albania |
| -------- | -------- | ------- |
|          | Chi tiết |         |

| România                            | 3-0      | Luxembourg |
| ---------------------------------- | -------- | ---------- |
| Mutu 26' · Contra 56' · Marica 90' | Chi tiết |            |

| Slovenia | 0-1      | Hà Lan              |
| -------- | -------- | ------------------- |
|          | Chi tiết | van Bronckhorst 86' |

| Albania                  | 2-0      | Luxembourg |
| ------------------------ | -------- | ---------- |
| Kapllani 38' · Haxhi 57' | Chi tiết |            |

| Slovenia    | 1-2      | România                  |
| ----------- | -------- | ------------------------ |
| Vršič 90+4' | Chi tiết | Tamaş 52' · Nicoliţă 69' |

| Belarus | 0-2      | Bulgaria          |
| ------- | -------- | ----------------- |
|         | Chi tiết | Berbatov 28', 46' |

| Bulgaria                   | 2-1      | Belarus             |
| -------------------------- | -------- | ------------------- |
| M. Petrov 10' · Yankov 40' | Chi tiết | Vasilyuk 5' (ph.đ.) |

| Luxembourg | 0-3      | Albania                       |
| ---------- | -------- | ----------------------------- |
|            | Chi tiết | Skela 25' · Kapllani 36', 72' |

| România               | 2-0      | Slovenia |
| --------------------- | -------- | -------- |
| Mutu 40' · Contra 70' | Chi tiết |          |

| Luxembourg | 0-3      | Slovenia                       |
| ---------- | -------- | ------------------------------ |
|            | Chi tiết | Lavrič 7', 47' · Novakovič 37' |

| Belarus         | 1-3      | România                          |
| --------------- | -------- | -------------------------------- |
| Romaschenko 20' | Chi tiết | Mutu 16', 77' (ph.đ.) · Dică 42' |

| Hà Lan                            | 2-0      | Bulgaria |
| --------------------------------- | -------- | -------- |
| Sneijder 23' · van Nistelrooy 58' | Chi tiết |          |

| Bulgaria                                  | 3-0      | Luxembourg |
| ----------------------------------------- | -------- | ---------- |
| Berbatov 27', 28' · M. Petrov 54' (ph.đ.) | Chi tiết |            |

| Slovenia          | 1-0      | Belarus |
| ----------------- | -------- | ------- |
| Lavrič 3' (ph.đ.) | Chi tiết |         |

| Albania | 0-1      | Hà Lan               |
| ------- | -------- | -------------------- |
|         | Chi tiết | van Nistelrooy 90+1' |

| Belarus | 0-1      | Luxembourg   |
| ------- | -------- | ------------ |
|         | Chi tiết | Leweck 90+5' |

| România   | 1-0    | Hà Lan |
| --------- | ------ | ------ |
| Goian 71' | Report |        |

| Slovenia | 0-0      | Albania |
| -------- | -------- | ------- |
|          | Chi tiết |         |

| Luxembourg | 0-2      | România                   |
| ---------- | -------- | ------------------------- |
|            | Chi tiết | F. Petre 42' · Marica 61' |

| Hà Lan                       | 2-0    | Slovenia |
| ---------------------------- | ------ | -------- |
| Sneijder 14' · Huntelaar 88' | Report |          |

| Albania              | 1-1      | Bulgaria     |
| -------------------- | -------- | ------------ |
| Kishishev 32' (l.n.) | Chi tiết | Berbatov 87' |

| Bulgaria    | 1-0      | România |
| ----------- | -------- | ------- |
| Dimitrov 6' | Chi tiết |         |

| Albania                    | 2-4      | Belarus                                           |
| -------------------------- | -------- | ------------------------------------------------- |
| Bogdani 39' · Kapllani 43' | Chi tiết | Romaschenko 28', 63' (ph.đ.) · Kutuzov 45+1', 54' |

| Hà Lan         | 1-0      | Luxembourg |
| -------------- | -------- | ---------- |
| Koevermans 43' | Chi tiết |            |

| România                                                                   | 6-1      | Albania      |
| ------------------------------------------------------------------------- | -------- | ------------ |
| Dică 22', 71' (ph.đ.) · Tamaş 53' · Niculae 62', 65' · Marica 69' (ph.đ.) | Chi tiết | Kapllani 64' |

| Belarus                  | 2-1      | Hà Lan            |
| ------------------------ | -------- | ----------------- |
| Bulyha 49' · Korytko 65' | Chi tiết | van der Vaart 88' |

| Slovenia | 0-2      | Bulgaria                    |
| -------- | -------- | --------------------------- |
|          | Chi tiết | Georgiev 81' · Berbatov 84' |

## Danh sách cầu thủ ghi bàn
| #  | Cầu thủ           | Quốc gia | Bàn thắng |
| -- | ----------------- | -------- | --------- |
| 1  | Adrian Mutu       | România  | 6         |
| 1  | Dimitar Berbatov  | Bulgaria | 6         |
| 1  | Martin Petrov     | Bulgaria | 6         |
| 4  | Edmond Kapllani   | Albania  | 5         |
| 4  | Ciprian Marica    | România  | 5         |
| 6  | Nicolae Dică      | România  | 4         |
| 6  | Klemen Lavrič     | Slovenia | 4         |
| 6  | Maxim Romaschenko | Belarus  | 4         |
| 6  | Robin van Persie  | Hà Lan   | 4         |
| 10 | Sergei Kornilenko | Belarus  | 3         |
| 10 | Vitali Kutuzov    | Belarus  | 3         |

2 bàn
- Albania: Ervin Skela
- Belarus: Timofei Kalachev, Vladimir Korytko
- Hà Lan: Wesley Sneijder, Ruud van Nistelrooy
- România: Cosmin Contra, Dorin Goian, Daniel Niculae, Gabriel Tamaş
- Slovenia: Milivoje Novakovič

1 bàn
- Albania: Erjon Bogdani, Debatik Curri, Besnik Hasi, Altin Haxhi
- Belarus: Vital Bulyha, Denis Kovba, Raman Vasilyuk
- Bulgaria: Valeri Bojinov, Velizar Dimitrov, Blagoy Georgiev, Dimitar Telkiyski, Aleksandar Tunchev, Chavdar Yankov
- Luxembourg: Alphonse Leweck, Chris Sagramola
- Hà Lan: Klaas-Jan Huntelaar, Danny Koevermans, Dirk Kuyt, Joris Mathijsen, Giovanni van Bronckhorst, Rafael van der Vaart
- România: Bănel Nicoliţă, Florentin Petre, Laurenţiu Roşu
- Slovenia: Boštjan Cesar, Robert Koren, Dare Vršič

phản lưới nhà
- Albania: Arjan Beqaj (trong trận gặp Hà Lan)
- Bulgaria: Radostin Kishishev (trong trận gặp Albania)